# Polyommatus gabelus
Polyommatus gabelus is een nomen dubium. Dat betekent dat onduidelijk is welk taxon met deze naam bedoeld wordt doordat er in elk geval geen type-exemplaar bekend is en er ook geen duidelijke beschrijving is gepubliceerd op basis waarvan herkend kan worden om welk taxon het gaat.